# Pernille Tranberg
Pernille Tranberg (født 29. december 1964 i Kolding) er dataetisk rådgiver og holder foredrag om og underviser i datademokrati, dataetik, dataforståelse og etisk ansvarlig brug af persondata for virksomheder, organisationer og myndigheder. Hun er optaget i Kraks Blå Bog . 
Pernille Tranberg er medstifter af den europæiske tænkehandletank DataEthics.eu, der fremmer etisk ansvarlig brug af persondata og arbejder både i især Europa. Hun har blandt andet talt på TEDxOxford (2012), SXSW (2013), WMX (2017) og MyData (2017).
Karriere:
Hun er uddannet journalist på Danmarks Journalisthøjskole i Århus (1994) og Columbia University, New York (1995). Hun har været ansat på Politiken (1996-2004), som chefredaktør på TÆNK (2014-2019), redaktionel udviklingschef i Berlingske Media (2009- 2013), journalistisk fellow på Syddanske Universitet (2013) og i Erhvervsstyrelsen (2014).
Er i dag selvstændig i sit firma Digital Identitet og medstifter af non-profit tænkehandletanken DataEthics.eu.
Privatliv: Hun er gift med bassisten Flemming Muus Tranberg